# Villa Arnaldi

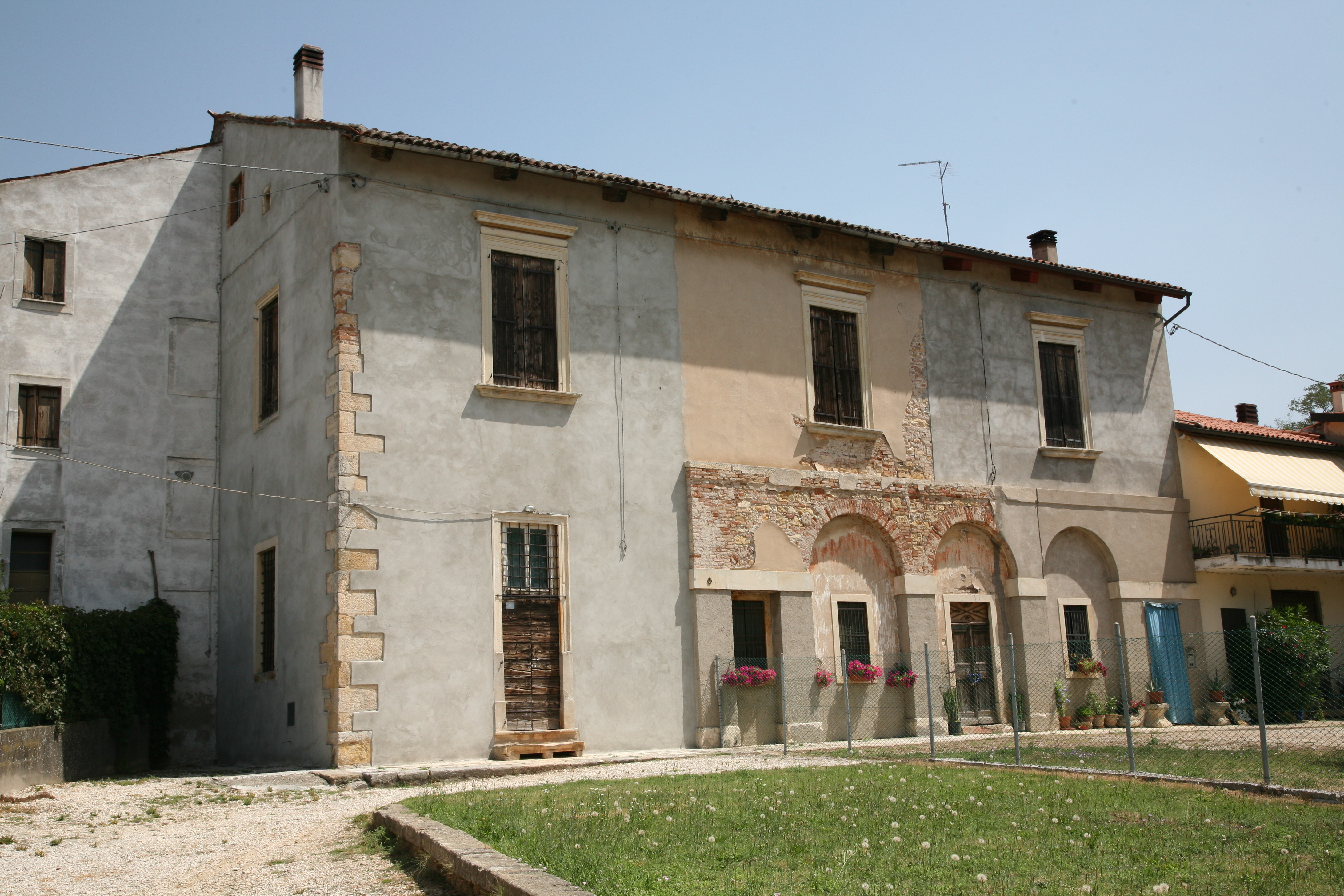
Villa Arnaldi

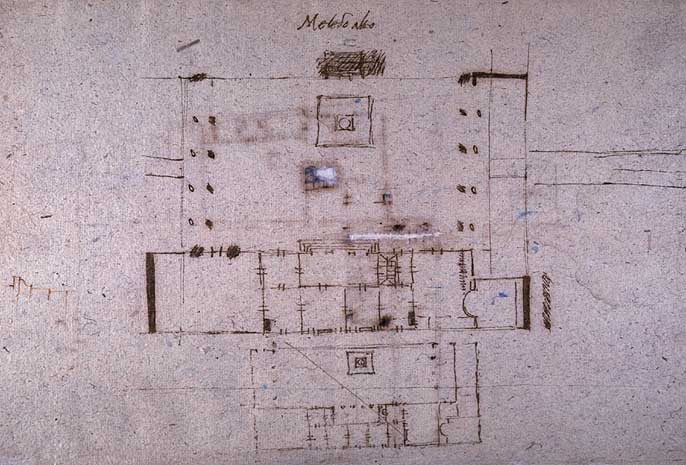
Narysowany przez Andreę Palladia fragment projektu budynku

Villa Arnaldi – niedokończona willa w miejscowości Meledo di Sarego w okolicy Vicenza zaprojektowana przez Andreę Palladia. 

## Historia
Villa Arnaldi powstała na zamówienie możnowładcy Vincenzo Arnaldiego poprzez przebudowę wcześniejszego, piętnastowiecznego zespołu budynków gospodarczych. Arnaldi chciał, by bardziej efektowny wygląd zabudowań podniósł rynkową wartość obiektu. W 1565 Arnaldi sprzedał gmach, nie czekając na zakończenie prac architektonicznych i nie zajmując się dalszym losem budynku. Wykonywanie projektu Palladiego nie było kontynuowane. Villa Arnaldi nadal jest budynkiem mieszkalnym. 

## Architektura
Obiekt znany jako Villa Arnaldi jest piętnastowiecznym budynkiem gospodarskim, elementy architektury palladiańskiej widoczne są jedynie na jego pierwszej kondygnacji w postaci trzech łuków z pilastrami doryckimi obramowującymi prostokątne okna. Pozostała część budynku nie posiada cech renesansowych. 